# Ingeborg de Dinamarca (princesa de Suècia)
Ingeborg de Dinamarca, princesa de Suècia (Palau de Charlottenlund 1878 - Estocolm 1958). Princesa de Dinamarca amb el tractament d'altesa reial que es maridà en el si de la casa reial de Suècia. Descendents seus són el rei Harald V de Noruega, el rei Albert II de Bèlgica i el gran duc Enric I de Luxemburg.
Nascuda al Palau de Charlottenlund el dia 2 d'agost de 1878 essent filla del rei Frederic VIII de Dinamarca, llavors príncep hereu, i de la princesa Lluïsa de Suècia. Ingeborg era neta per via paterna del rei Cristià IX de Dinamarca i de la princesa Lluïsa de Hessen-Kassel i per via materna del rei Carles XV de Suècia i de la princesa Lluïsa dels Països Baixos.
El dia 27 d'agost de 1897, a l'edat de 21 anys, contragué matrimoni amb el príncep Carles de Suècia, fill del rei Òscar II de Suècia i de la princesa Sofia de Nassau. La parella s'instal·là a Estocolm i tingué quatre fills:
- SAR la princesa Margarida de Suècia, nada a Estocolm el 1899 i morta a Gentofte el 1977. Es casà amb el príncep Axel de Dinamarca el 1919 a Estocolm.

- SAR la princesa Marta de Suècia, nada el 1901 a Estocolm i morta el 1954 a Oslo. Es casà amb el rei Olav V de Noruega el 1929 a Oslo.

- SAR la princesa Àstrid de Suècia, nada a Estocolm el 1905 i morta en un accident automobilístic a Suïssa el 1935. Es casà amb el rei Leopold III de Bèlgica el 1926 a Brussel·les.

- SAR el príncep Carles de Suècia, nat a Estocolm el 1911 i mort a Màlaga el 2003. Es casà en primeres núpcies a Kvillinge el 1937 amb la comtessa Elsa von Rosen de qui es divorcià el 1951. En segones núpcies es maridà amb Ann Margareta Larsson el 1954 a Danderyd de qui es divorcià el 1961 i en tercers núpcies el 1978 a Rabat amb Kristine Rivelsrud.

L'any 1905 l'Assemblea Nacional de Noruega escollí com a primera opció per convertir-se en rei de Noruega a l'espòs de la princesa Ingeborg, el duc de Västegötland, però el rei Òscar II de Suècia no permeté l'elecció del seu fill, oposant-se que un membre de la casa reial sueca ocupés el tron d'Oslo, ja que era fruit de la separació de Noruega de Suècia.
La princesa Ingeborg morí a Estocolm el dia 11 de març de 1958, set anys abans, el 24 d'octubre de 1951 havia mort el príncep Carles. Ingeborg visqué la mort de dos dels seus quatre fills: la princesa Àstrid de Suècia morí en un accident automobilístic, i la princesa Marta de Suècia a causa d'un càncer el 1954.